# John C. Caldwell
John Curtis Caldwell (født 17. april 1833, død 31. august 1912) var en lærer, general under den amerikanske borgerkrig og diplomat.

## Tidlige år
Caldwell blev født i Lowell, Vermont. Han tog eksamen fra Amherst College i 1855 og flyttede til Maine, hvor han var skolelærer på Washington Academy i East Machias.

## Borgerkrigen
Ved begyndensen af borgerkrigen var Caldwell 28 år gammel og havde ingen militær erfaring overhovedet. Det lader imidlertid at hans holdning som lærer har imponeret andre, så han blev valgt som oberst for 11th Maine Infantry regiment den 12. november 1861. Tidligt i Peninsula kampagnen (den 28. april 1862), blev han forfremmet til brigadegeneral og overtog kommandoen over 1. brigade i 1. division i II Korps i Army of the Potomac efter at brigadens kommandør, brigadegeneral Oliver O. Howard var blevet såret i slaget ved Seven Pines. I slaget ved Glendale, udviste han "personlig tapperhed" ved at komme den belejrede division under Philip Kearny til hjælp.
I Slaget ved Antietam, den 17. september 1862, førte han kort sin division fra dens kommandør, generalmajor Israel B. Richardson, blev såret. Caldwell selv blev såret i slaget og han fik kritik for at have håndteret sin brigade dårligt i angrebet på hulvejen i midten af Konføderationens linje. Der blev også spredt rygter om at han havde gemt sig bag fronten for at undgå direkte kontakt med fjenden. Han blev såret igen, to gange, i slaget ved Fredericksburg i december samme år, mens han forberedte sin brigade på at angribe stenmuren på Marye's Heights. Et af hans regimenter brød sammen og flygtede under angrebet, hvilket skadede hans rygte. I slaget ved Chancellorsville i maj 1863 gjorde hans brigade en god figur under svære omstændigheder ved at dække hærens retræte fra korsvejen ved Chancellor House.
Caldwells blodigste kamp var i Slaget ved Gettysburg den 2. juli 1863. Siden den 22. maj havde han haft kommandoen over 1. division i II Korps under generalmajor Winfield S. Hancock. Han og hans division ankom til slagmarken om morgenen den 2. juli og tog opstilling som reserve på Cemetery Ridge. Den eftermiddag, da et kraftigt konfødereret angreb fra genralløjtnant James Longstreets korps ramte Unionens III Korps beordrede Hancock Caldwells division til at støtte III korps i Hvedemarken. Caldwell fik hurtigt sin division flyttet og gennemførte det største Unionsangreb under hele det store slag. På grund af dårlig ledelse på den del af slagmarken blev Caldwells division ramt i flanken af den konfødererede division under generalmajor Lafayette McLaws, hvilket førte til stor forvirring og en generel tilbagetrækning over hvedemarken.
Caldwell fik kritik fra generalmajor George Sykes, kommandør af Unionens IV Korps som opererede i nærheden. Det fik general Hancock til at miste tilliden til Caldwell og hans stab gennemførte en undersøgelse for at finde ud af om Caldwell ledede sin division godt nok. Han blev renset for enhver skyld, men hans rygte i hæren havde taget skade. I marts 1864, da hæren blev reorganiseret og reduceret fra fem korps til tre, blev Caldwell frataget kommandoen og kom ikke senere i kamp.

## Efter krigen
Efter krgen gjorde Caldwell tjeneste i æresgarden ved Abraham Lincoln's begravelsestog. Han modtog en midlertidig forfremmelse til generalmajor den 19. august 1865, og han blev afmønstret fra den frivillige tjeneste den 15. januar 1866. Han vendte tilbage til det civile liv som advokat og som medlem af den lovgivende forsamling i Maine. Han gjorde også tjeneste som generaladjudant for militsen i Maine fra 1867 til 1869. Han gik derefter ind i diplomatiet og fungerede som konsul i Valparaíso i Chile, fra 1869 til 1874. Så var han ambassadør i Uruguay og Paraguay, 1874 til 1882, og konsul i San José, Costa Rica, 1897 til 1909.
Caldwell døde i Calais, Maine, og ligger begravet på St. Stephen Rural Cemetery i St. Stephen, New Brunswick, Canada.